# Семашко Микола Олександрович (медик)
Семашко Микола Олександрович (8 (20) вересня 1874, Ливенська, Єлецький повіт, Орловська губернія — 18 травня 1949, Москва)  — радянський лікар, партійний і державний діяч, академік Академії медичних наук (з 1944) і Академії педагогічних наук (з 1945) РРФСР. 1918–1930 — нарком охорони здоров'я РРФСР. 

## Біографія
Народився сім'ї педагога у селі Ливенська Єлецького повіту Орловської губернії (нині Задонського району Липецької области). Його батько - Олександр Северинович Семашко, мати - Марія Валентинівна (до шлюбу Плеханова).
У 1891 році закінчив Єлецьку чоловічу гімназію (в якій навчався разом із М. М. Пришвіним) та вступив на медичний факультет Московського університету. Викладачами Семашка були І. М. Сєченов, гігієніст Ф. Ф. Ерісман, хірург М. В. Скліфосовський. У 1893 став членом марксистського гуртка. У 1895 році за участь у революційному русі був заарештований та відрахований з університету без права відновлення і засланий на батьківщину, в село Ливенська (під гласний поліцейський нагляд).
У 1901 році закінчив медичний факультет Казанського університету, працював лікарем в Орловській та Самарській губерніях. Із 1904 року був активним членом Нижньогородського комітету РСДРП. Під час революційних подій 1905 року був одним із організаторів страйку на Сормовському заводі, за що був знову заарештований.

## Вшанування пам'яті

Погруддя Семашка в Сімеїзі

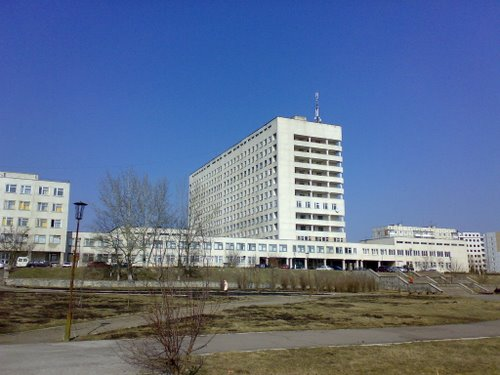
Міська лікарня №2 імені М.О.Семашка у Білій Церкві (Київська область)

У 1958 році у Києві на його честь було названо вулицю. 
Також, у Білій Церкві (Київська область) та м. Сміла (Черкаська область) названо вулицю та міську лікарню №2.
Також на кого честь була названа одна з вулиць в Кальміуському районі міста Маріуполь.

## Праці
- Семашко Н. А. Пролетарская болезнь (туберкулез) / Н.Семашко; Санпросвет Донобздравотд. — Ростов н/Д : Дон. обл. отд. Гос. изд., 1920. — 16 с.
- Семашко Н. А. Что такое курорты и как на них лечиться / Н. А. Семашко; Гл. курорт. упр. — М. ; Л : Гос. изд., 1924. — 32 с.
- Семашко Н. А. На борьбу с пьянством / Н. А. Семашко. — М. ; Л : Гос. изд., 1926. — 24 с.
- Семашко Н. А. Против алиментной эпидемии или на алименты надейся, сама не плошай / Н. Семашко. — Москва : Охрана материнства и младенчества, 1927 (6-я типо-лит. Транспечати НКПС). — 20 с.
- Семашко Н. А. Введение в социальную гигиену. — М.: изд-во «Работник просвещения», 1927 (тип. Госиздата «Красный пролетарий»). — 52 с.
- Семашко Н. А. Десятилетие Октябрьской революции и охрана здоровья крестьян / Н. А. Семашко. — Москва : изд-во Наркомздрава Р. С. Ф. С. Р., 1927 (книж. фаб. Центриздата народов С. С. С. Р.). — 40 с.
- Семашко Н. А. Берегись гриппа / Н. Семашко. — М.; Л.: Гос. изд-во, 1927 (Москва : 1-я Образцовая тип.). — 24 с.
- Семашко Н. А. На путях к здоровой деревне, 1929.
- Семашко Н. А. Что нужно трудящимся: религия или наука? / Н. Семашко; Центр. совет Союза воинствующих безбожников СССР. — М.: Изд-во «Безбожник», 1930 (тип. «Гудок»). — 16 с.

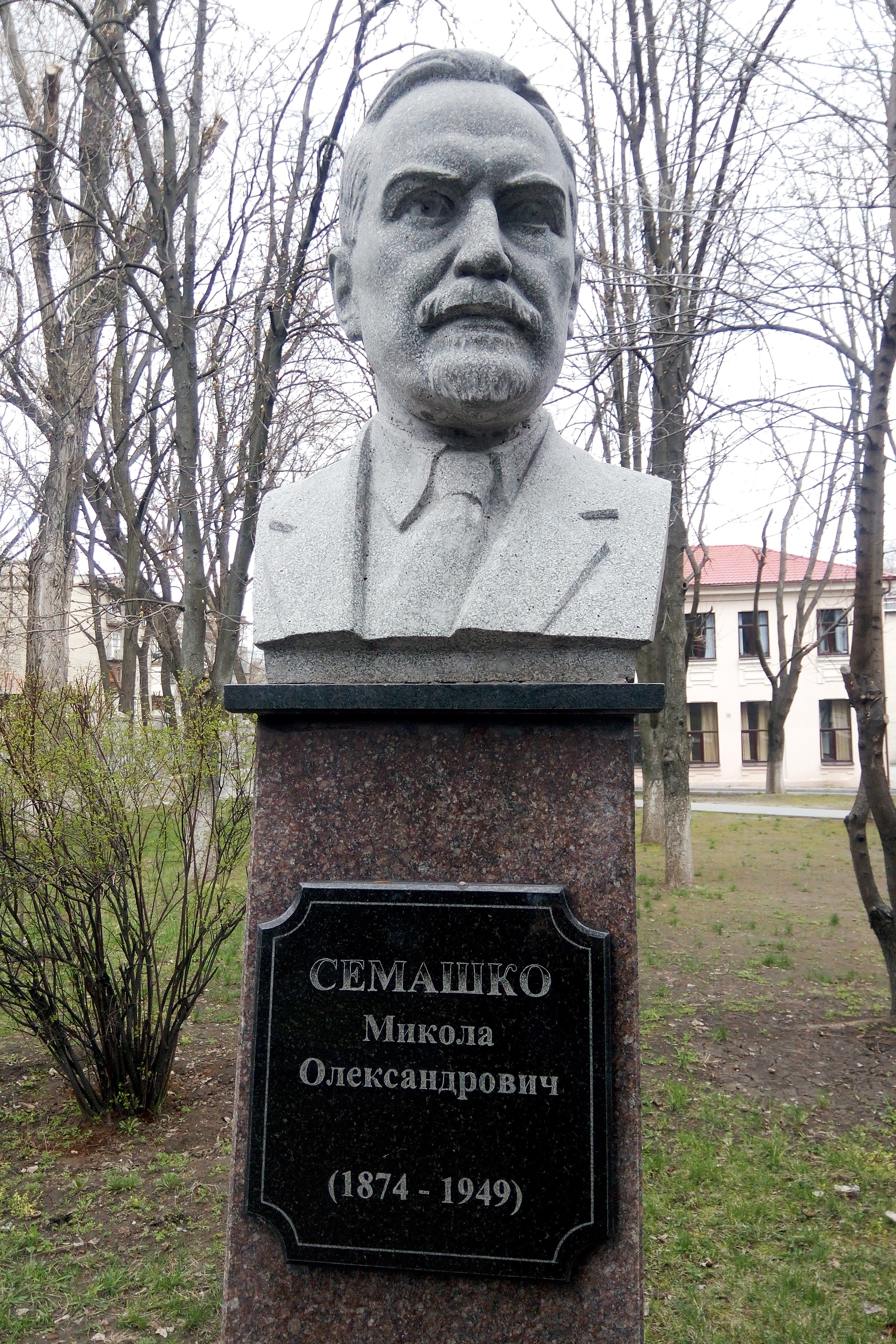
Погруддя М. О. Семашка на Алеї вчених медичної академії в Дніпрі

- Погруддя М. О. Семашка на Алеї вчених медичної академії в ДніпріСемашко Н. А. Наука и религия о здоровье / Н. Семашко. — М.: Госиздат РСФСР Московский рабочий, 1930 (тип.-лит. им. т. Воровского). — 56 с.
- Семашко Н. А. Советы, крепите оборону страны / Н. Семашко. — М.: Парт. изд-во, 1932 (тип. изд-ва «Крест. газ.»). — Обл., 16 с.
- Семашко Н. А. Культурное строительство в СССР / Н. Семашко; Заоч. курсы сов. строительства при Отд. кадров Президиума ВЦИК. — М.: Власть советов, 1934 (типо-лит. им. Воровского). — Обл., 32 с.
- Семашко Н. А. Право на отдых / Н. А. Семашко. — М.: Соцэкгиз, 1936 («Образцовая» тип.). — 32 с.
- Семашко Н. А. Право на социальное обеспечение / Н. А. Семашко. — М. : Юрид. изд-во, 1937 (18 тип. треста «Полиграфкнига»). — 38 с.
- Семашко Н. А. Очерки по теории организации советского здравоохранения: принципиальные основы советского здравоохранения. — М. : АМН РСФСР, 1947.
- Семашко Н. А. Личная гигиена. — [Свердловск] : Свердл. обл. гос. изд-во, 1950 (5-я тип. Главполиграфиздата). — 20 с.
- Семашко Н. А. Избранные произведения. — М. : Медгиз, 1954. — 339 с.
- Семашко Н. А. Прожитое и пережитое. — Москва : Госполитиздат, 1960. — 120 с.